# Burkard Zapff
Burkard Maria Zapff (* 20. Januar 1960 in Würzburg) ist ein römisch-katholischer Theologe und Alttestamentler.

## Leben
Nach seinem Abitur in Würzburg studierte Zapff an der Katholisch-theologischen Fakultät der Julius-Maximilians-Universität Würzburg. Seit 1980 ist er Mitglied der katholischen Studentenverbindung KDStV Markomannia Würzburg im CV. 1981 wurde er Stipendiat des Cusanuswerkes. 1981/1982 studierte er an der theologischen Fakultät der Dormitio-Abtei in Jerusalem als Stipendiat des Deutschen Akademischen Austauschdienstes DAAD. 1985 macht er seinen Abschluss zum Diplom-Theologe in Würzburg. Am 14. Februar 1987 empfing er die Priesterweihe und war als Kaplan tätig. Von 1990 bis 1994 war er Sekretär von Paul-Werner Scheele sowie Domvikar. 1994 wurde er in Würzburg mit einer Arbeit über die Redaktionsgeschichte des Jesajabuches promoviert. Nach einer kurzen Tätigkeit im Lehramt studierte er 1995 bis 1996 altorientalischer Sprachen am Pontificio Istituto Biblico in Rom. 1997 habilitierte er sich an der Albert-Ludwigs-Universität Freiburg. Von 1997 bis 2001 war er als Privatdozent für Altes Testament an der Theologischen Fakultät der Universität Freiburg tätig.
2001 erhielt er einen Ruf auf den Lehrstuhl für Alttestamentliche Wissenschaft der Katholischen Universität Eichstätt-Ingolstadt. Zapff ist Herausgeber der Eichstätter Universitätsreden und Initiator der Eichstätter Ringvorlesung zusammen mit Stephan E. Müller (Lehrstuhl für Moraltheologie) und Erwin Möde (Lehrstuhl für Christliche Spiritualität und Homiletik). Von 2011 bis 2013 bekleidete Zapff das Amt des Dekans der Theologischen Fakultät der Katholischen Universität Eichstätt-Ingolstadt.
Die Lehr- und Forschungsschwerpunkte von Zapf sind die Adaption griechischen Denkens im Alten Testament sowie die Prophetische Schriftgelehrsamkeit. 
Burkard Zapff engagiert sich für zahlreiche Sozialprojekte im Heiligen Land und ist Mitglied im Deutschen Verein vom Heiligen Lande. 1992 wurde er von Kardinal-Großmeister Giuseppe Kardinal Caprio zum Ritter des Ritterordens vom Heiligen Grab zu Jerusalem ernannt und am 3. Oktober 1992 durch Anton Schlembach, Großprior der deutschen Statthalterei, investiert. Zapff ist Offizier des Päpstlichen Laienordens. Er war bis 2012 Prior der Komturei Eichstätt.

## Schriften
- Schriftgelehrte Prophetie – Jes 13 und die Komposition des Jesajabuches, Echter Würzburg 1995, ISBN 3-429-01636-3
- Redaktionsgeschichtliche Studien zum Michabuch im Kontext des Dodekapropheton, de Gruyter, Berlin / New York 1997, ISBN 3-11-015764-0
- Die Neue Echter-Bibel: Jesaja II. 40–55: 36., Echter Würzburg 2001, ISBN 3-429-02314-9
- Was ist der Mensch?, Kastner Wolnzach 2003, ISBN 3-936154-98-8